# خريطة التضاريس المرتفعة
خريطة التضاريس المرتفعة أو الخريطة المجسمة (بالانجليزية Raised-relief map) وتسمى أيضًا نموذج الإغاثة أو نموذج التضاريس الممثل ثلاثي الأبعاد لجزء من سطح الأرض مع تسليط الضوء على التضاريس. بالنسبة للجزء الأكبر  يتم تضخيم نماذج الإغاثة بحيث يمكن للمراقب إدراك الأشكال السطحية المميزة للمنطقة الممثلة بسهولة أكبر. ويعتبر من أحد النماذج الكارتوغرافية.

## التاريخ
إن خريطة التضاريس المرتفعة موجودة منذ عهد أسرة تشين (221-206) قبل الميلاد من الصين. يقترح جوزيف نيدهام أن بعض الأواني الفخارية لأسرة الهان (202 ق.م. - 220 م) التي تظهر الجبال الاصطناعية كزخارف غطاء قد اقتبست منها خريطة التضاريس المرتفعة. 